# Biblioteconomia

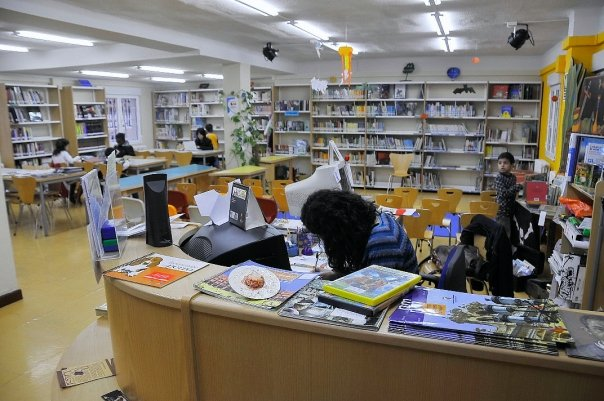
Interno di una biblioteca

La biblioteconomia (/bibljotɛkonoˈmia, -te-/) è la disciplina che studia i principi e le pratiche relativi all'organizzazione, alla gestione e alla fruizione delle biblioteche.
Tra le principali attività che essa prende in esame si possono elencare: 

- l'organizzazione fisica dello spazio;
- la gestione e la collocazione delle raccolte;
- l'allestimento e aggiornamento del catalogo;
- l'accesso alle risorse e i servizi al pubblico;
- la diffusione dell'informazione e le attività di promozione culturale.

La biblioteconomia è un campo di studio fortemente interdisciplinare, che fa uso di strumenti teorici derivati dalle scienze sociali, dal management, dall'informatica e da altre discipline.

## Origine del termine
Il termine è un composto di biblioteca ed economia, sul modello del tedesco Bibliothekonomie.
Nella sua etimologia si possono riconoscere le parole greche βιβλίον (biblíon, "libro", "opera"), θήκη (théke, "scrigno", "ripostiglio") e νόμoς ("nomos", "legge", "norma").

Il concetto moderno di biblioteconomia viene fatto risalire alla prima pubblicazione di un manuale professionale per bibliotecari, ad opera di Martin Schrettinger nel 1834.

## La gestione delle raccolte

### La collocazione
Il termine collocazione indica la posizione di ogni documento nell'insieme delle raccolte, ed è quindi l'informazione fondamentale che consente di trovare una specifica risorsa in biblioteca. La collocazione si trova indicata nell'etichetta posta sul dorso del libro o del documento stesso, che per questo motivo prende il nome di "segnatura di collocazione".
In senso più generale, il termine collocazione indica anche il modo in cui una biblioteca organizza i materiali sugli scaffali. Le due principali tipologie di collocazioni sono:
- a scaffale aperto, dove il pubblico può accedere direttamente ai libri. In questo caso, l'ordinamento dev'essere per quanto possibile intuitivo e rappresentare una equilibrata sintesi tra semplicità e precisione. La collocazione a scaffale aperto è oggi la più diffusa nelle biblioteche pubbliche, perché consente a chiunque di esplorare liberamente il patrimonio.
- a scaffale chiuso, dove solo gli operatori possono accedere agli scaffali per prelevare i libri richiesti. Questa era la forma tradizionale di gestione delle biblioteche; oggi viene utilizzata soprattutto negli istituti di conservazione. L'utente deve conoscere in anticipo, consultando il catalogo, quali materiali richiedere. D'altra parte, questa soluzione consente una forte riduzione dello spazio e dei costi.

In molte biblioteche è inoltre presente un magazzino librario, che permette di gestire una parte del patrimonio a scaffale chiuso, con evidenti benefici in termini di ottimizzazione dello spazio. In genere il magazzino ospita materiali più vecchi e meno richiesti rispetto alla media, ma può essere utilizzato anche per la gestione degli scarti, dei doni, di libri dedicati al book crossing o agli scambi.

### Le politiche documentarie
Una biblioteca è qualcosa di molto diverso rispetto a una raccolta statica di libri: essa è un organismo dinamico continuamente in trasformazione, che si adatta alle esigenze informative, culturali e ricreative della comunità in cui è inserita. Per questo motivo, uno dei compiti fondamentali del bibliotecario consiste nell'individuare e applicare determinate politiche alla gestione dei documenti.
Per entrare a far parte delle raccolte, un documento dev'essere selezionato dal bibliotecario e quindi acquistato spesso utilizzando la Griglia di Whittaker. La scelta di un documento implica sempre un processo di valutazione in cui devono essere considerati diversi fattori, tra cui i bisogni degli utenti, il budget a disposizione, lo spazio sugli scaffali, l'eventuale specializzazione delle raccolte. Generalmente le biblioteche acquistano i loro materiali attraverso librerie online specializzate, che sono in grado di applicare forti sconti sul prezzo di copertina e spesso mettono a disposizione dei bibliotecari vari servizi che ne agevolano il lavoro.
Altre modalità attraverso cui un documento può entrare nel patrimonio sono le donazioni, gli scambi e il deposito legale.
Una volta che il documento è fisicamente giunto in biblioteca, inizia il suo trattamento amministrativo. I dati fondamentali vengono acquisiti nel software gestionale e al documento viene attribuito un numero di ingresso (detto anche inventario) che lo contraddistingue in modo univoco. Nel caso di un libro, questo numero viene riportato nell'ultima pagina, si procede a timbrarlo, etichettarlo ed eventualmente rivestirlo con una copertina trasparente. In base al sistema di prestito usato dalla biblioteca, i documenti possono essere dotati di codice a barre, chip RFID o antitaccheggio. A questo punto il libro è pronto per essere catalogato e messo in servizio.
Nel corso della sua vita operativa ogni documento dev'essere monitorato in modo da garantire che rimanga in buono stato e, nel caso venga deteriorato o smarrito, che sia sostituito. Con l'eccezione degli istituti deputati alla conservazione, però, nessuna biblioteca di pubblica lettura conserva i documenti per un periodo di tempo illimitato. Anche se, nel caso la biblioteca possieda un magazzino librario, infatti, lo spazio occupato dagli ultimi acquisti dovrà essere periodicamente controbilanciato da uno sfoltimento del patrimonio.
Queste operazioni di sfoltimento (dette anche scarto) rappresentano una componente delicata ed essenziale delle politiche documentarie: di fatto esse determinano, insieme alle politiche di acquisto, la composizione qualitativa e quantitativa delle raccolte. Per questo motivo esse vanno attuate in modo pianificato, in seguito ad un'analisi del patrimonio. L'insieme dei criteri che in genere portano a decidere di scartare un documento vengono riassunti nell'acronimo SMUSI.

## I cataloghi

### Gli accessi formali
Si definisce accesso qualsiasi informazione estrapolata da un documento, che consente di identificarlo e reperirlo nell'insieme delle raccolte; in altre parole, qualsiasi chiave di ricerca che consente all'utente o al bibliotecario di individuare una risorsa. I punti di accesso più utilizzati sono autore, titolo e soggetto, ma attraverso la consultazione del catalogo online è possibile di fatto utilizzare come accessi tutte le informazioni riportate nella scheda bibliografica. Questo non era possibile nei vecchi cataloghi a schede, dov'era necessario procedere in base al tipo di intestazione e quindi normalmente le ricerche potevano essere fatte solo per autore o per soggetto (non era ad esempio possibile la ricerca per titolo).
Gli accessi vengono detti "controllati" se sottoposti a controllo di autorità.
Gli accessi formali sono quelli che il catalogatore ricava direttamente dal documento: nel caso di un libro, la maggior parte dei dati si trova nel frontespizio. È il caso del titolo, dell'eventuale sottotitolo, dell'autore, della casa editrice e dell'anno di pubblicazione, dell'eventuale collana editoriale, eccetera. Altri accessi formali richiedono un breve esame del documento: tipologia del materiale, formato, numero di pagine, presenza di eventuali allegati o altre particolarità fisiche.

### Gli accessi semantici
Si definiscono semantici gli accessi che descrivono il contenuto di un documento. Se gli accessi formali sono immediatamente ricavabili dalla forma di un'opera, quelli semantici invece devono essere costruiti dal catalogatore sulla base di un'analisi concettuale. Inizialmente si ricostruisce l'effettivo contenuto del documento, espresso in forma sintetica e in linguaggio naturale; in seguito questa proposizione viene adeguata alla sintassi e quindi tradotta nel sistema di notazione utilizzato.
Disporre di accessi semantici può essere molto utile, o addirittura indispensabile, perché non sempre il titolo di un'opera rispecchia il suo reale contenuto. Prendiamo ad esempio il volume Quando i cavalli avevano le dita, scritto dal biologo Stephen Jay Gould. In questo caso gli accessi semantici inseriti nella scheda bibliografica ci dicono che il libro è classificato "CDD 576.8", ovvero rientra nella sezione "evoluzione" della classificazione decimale Dewey (CDD); inoltre è presente un'indicizzazione con soggetto "evoluzione". In effetti, il volume in questione è una raccolta di saggi incentrati sul tema della biologia evolutiva.

#### La classificazione
La classificazione del patrimonio ha il fine di includere ogni documento all'interno di una specifica classe, intesa come un insieme di entità dotate di caratteristiche comuni. Esistono diversi schemi di classificazione bibliografica, tutti riconducibili a due principali categorie:
- i sistemi gerarchico-enumerativi, che hanno una struttura ad albero organizzata in classi principali e sottoclassi. Appartengono a questo tipo i sistemi più utilizzati, come la classificazione decimale Dewey, la classificazione della Biblioteca del Congresso e la classificazione decimale universale.
- i sistemi analitico-sintetici, che definiscono un concetto scomponendolo in alcuni suoi aspetti fondamentali. Il più noto sistema di questo tipo è la classificazione Colon.

### Testi generali
- Carlo Bianchini, I fondamenti della biblioteconomia. Attualità del pensiero di S.R. Ranganathan, Milano, Bibliografica, 2015, ISBN 9788870758474.
- Giovanna Granata, Introduzione alla biblioteconomia, Bologna, Il Mulino, 2009, ISBN 9788815132093.
- Giorgio Montecchi e Fabio Venuda, Manuale di biblioteconomia, Milano, Bibliografica, 2013, ISBN 9788870757194.
- Shiyali R. Ranganathan, Le cinque leggi della biblioteconomia, Firenze, Le Lettere, 2010, ISBN 9788860873309.
- Giovanni Solimine e Paul G. Weston, Biblioteche e biblioteconomia. Principi e questioni, Roma, Carocci, 2015, ISBN 9788843075294.
- Mauro Guerrini, Biblioteconomia, Roma, Associazione Italiana Biblioteche, 2023, ISBN 978-88-7812-369-4.

### Spazi e funzioni
- Alfredo Giovanni Broletti, La biblioteca tra spazio fisico e spazio digitale. Evoluzione di un modello, Milano, Bibliografica, 2014, ISBN 9788870757958.
- Luigi Failla, Architettura e biblioteche pubbliche. Progettare i nuovi spazi di un servizio che cambia, Milano, Bibliografica, 2018, ISBN 9788870759631.
- Maurizio Vivarelli (a cura di), Lo spazio della biblioteca. Culture e pratiche del progetto tra architettura e biblioteconomia, Milano, Bibliografica, 2014, ISBN 9788870757484.

### La gestione delle raccolte
- Cooperativa CAeB, La Classificazione Decimale Dewey (PDF) [collegamento interrotto], su biblio.units.it, 2016. URL consultato il 17 marzo 2020.
- Sara Dinotola, Lo sviluppo delle collezioni nelle biblioteche pubbliche, Milano, Bibliografica, 2020, ISBN 9788893571210.
- Stefano Parise, La formazione delle raccolte nelle biblioteche pubbliche. Dall'analisi dei bisogni allo sviluppo delle collezioni, Milano, Bibliografica, 2008, ISBN 9788870756593.

### I cataloghi
- Carlo Bianchini, Teoria e tecniche della catalogazione e delle classificazioni, Milano, Bibliografica, 2018, ISBN 9788870759723.
- Danilo Deana, A ciascuno il suo catalogo. La rivoluzione tecnologica e le biblioteche, Milano, Bibliografica, 2019, ISBN 9788893570459.
- Lucia Sardo, La catalogazione. Storia, tendenze, problemi aperti, Milano, Bibliografica, 2018, ISBN 9788870759945.
- Simona Turbanti, REICAT, Roma, Associazione italiana biblioteche, 2016, ISBN 9788878122437.

### I servizi al pubblico
- Pino De Sario, Il bibliotecario facilitatore, Milano, Bibliografica, 2015, ISBN 9788870758627.
- Istituto per i beni artistici, culturali e naturali della Regione Emilia-Romagna. Soprintendenza per i beni librari e documentari, Linee guida per la redazione della carta dei servizi delle biblioteche (PDF), su polopbe.it, 2007. URL consultato il 16 marzo 2020 (archiviato dall'url originale il 30 settembre 2020).
- Regione Ligura. Settore cultura e spettacolo, Elementi di reference e di servizio al pubblico, su bibliotecadigitale.regione.liguria.it, 2019. URL consultato il 16 marzo 2020.

### Biblioteche e comunità
- Giovanni Di Domenico, Giovanni Paoloni e Alberto Petrucciani (a cura di), Percorsi e luoghi della conoscenza. Dialogando con Giovanni Solimine su biblioteche, lettura e società, Milano, Bibliografica, 2016, ISBN 9788870759082.
- Michael Gorman, I nostri valori, rivisti. La biblioteconomia in un mondo in trasformazione, a cura di Mauro Guerrini, Firenze, Firenze University Press, 2018, ISBN 9788864537221.
- Maurizio Lana, Introduzione all'information literacy, Milano, Bibliografica, 2020, ISBN 9788893570862.
- Gerardo Rigozzi (a cura di), Nuovi orizzonti per un antico sapere. Le biblioteche nel mondo contemporaneo, Roma, Carocci, 2016, ISBN 9788843082841.